# Змеево (Лихославльский район)
Змеево — деревня Лихославльского района Тверской области России. Относится к Толмачёвскому сельскому поселению.

## География
Деревня расположена в 11 км на юго-восток от центра поселения села Толмачи и в 62 км на северо-восток от города Лихославль.

## История

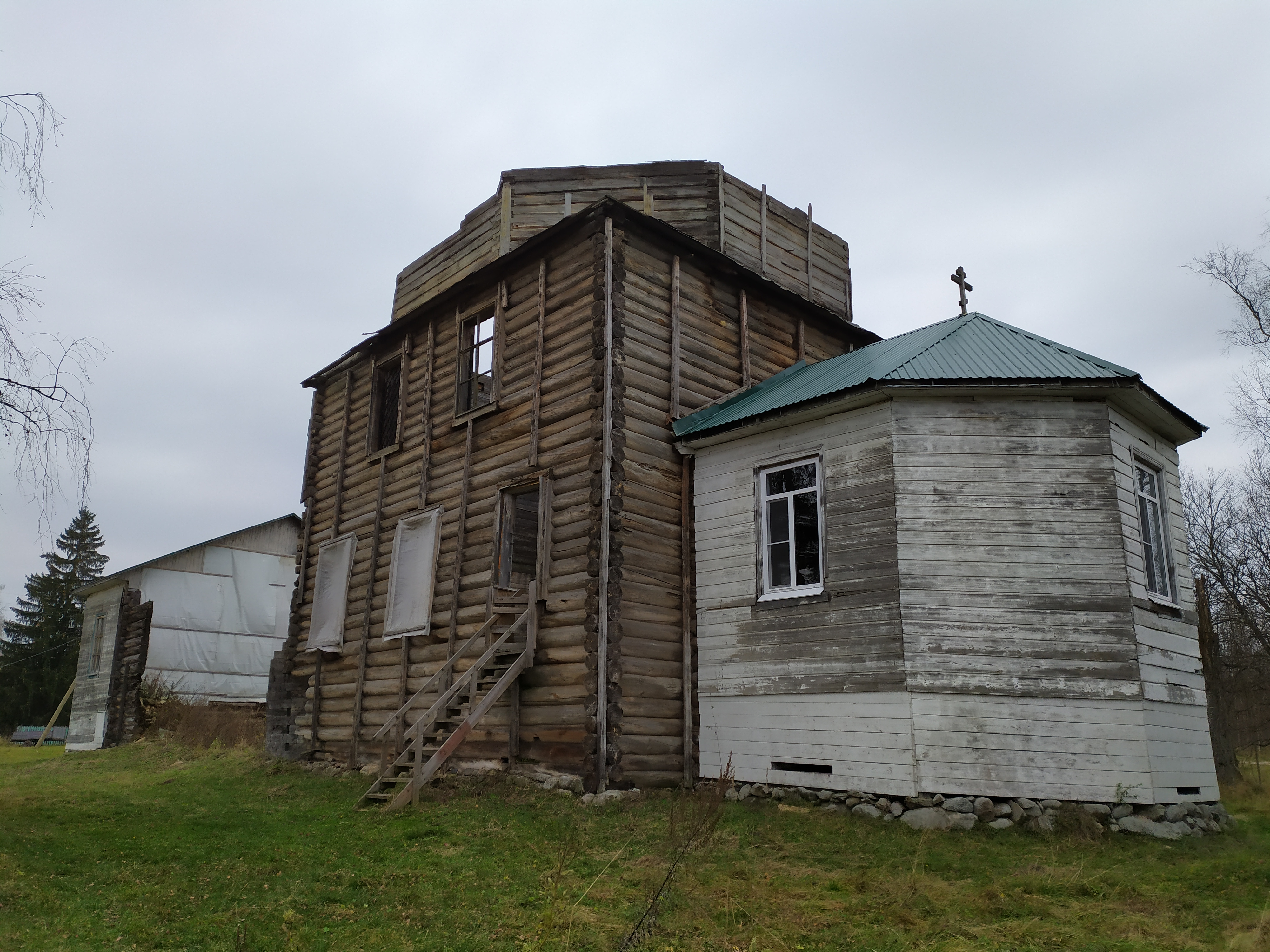
Никольская церковь. 2020 год

В 1898 году в селе была построена деревянная Никольская церковь с 3 престолами.
В конце XIX — начале XX века село входило в состав Толмачевской волости Бежецкого уезда Тверской губернии.
С 1929 года деревня входила в состав Воскресенского сельсовета Толмачевского (Новокарельского) района Тверского округа Московской области, с 1935 года — в составе Калининской области, с 1956 года — в составе Прудовского сельсовета Лихославльского района, с 2005 года — в составе Толмачёвского сельского поселения.

## Население
| 1859 | 2002 | 2010 |
| ---- | ---- | ---- |
| 314  | ↘22  | ↗26  |

## Достопримечательности
В селе расположена полуразрушенная деревянная Церковь Николая Чудотворца (1898).